# 新宿二丁目

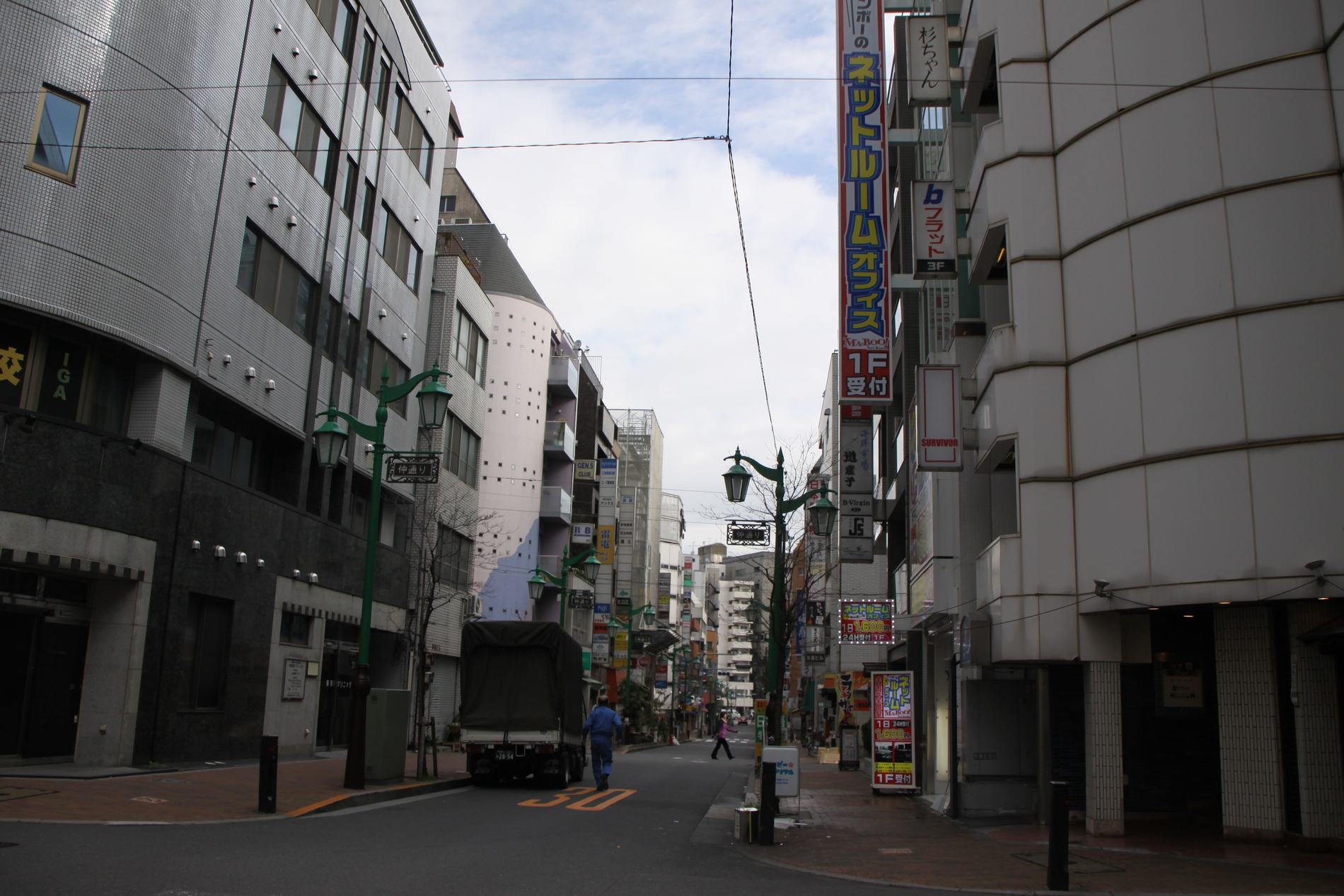
東京都新宿区新宿二丁目仲通り（昼）

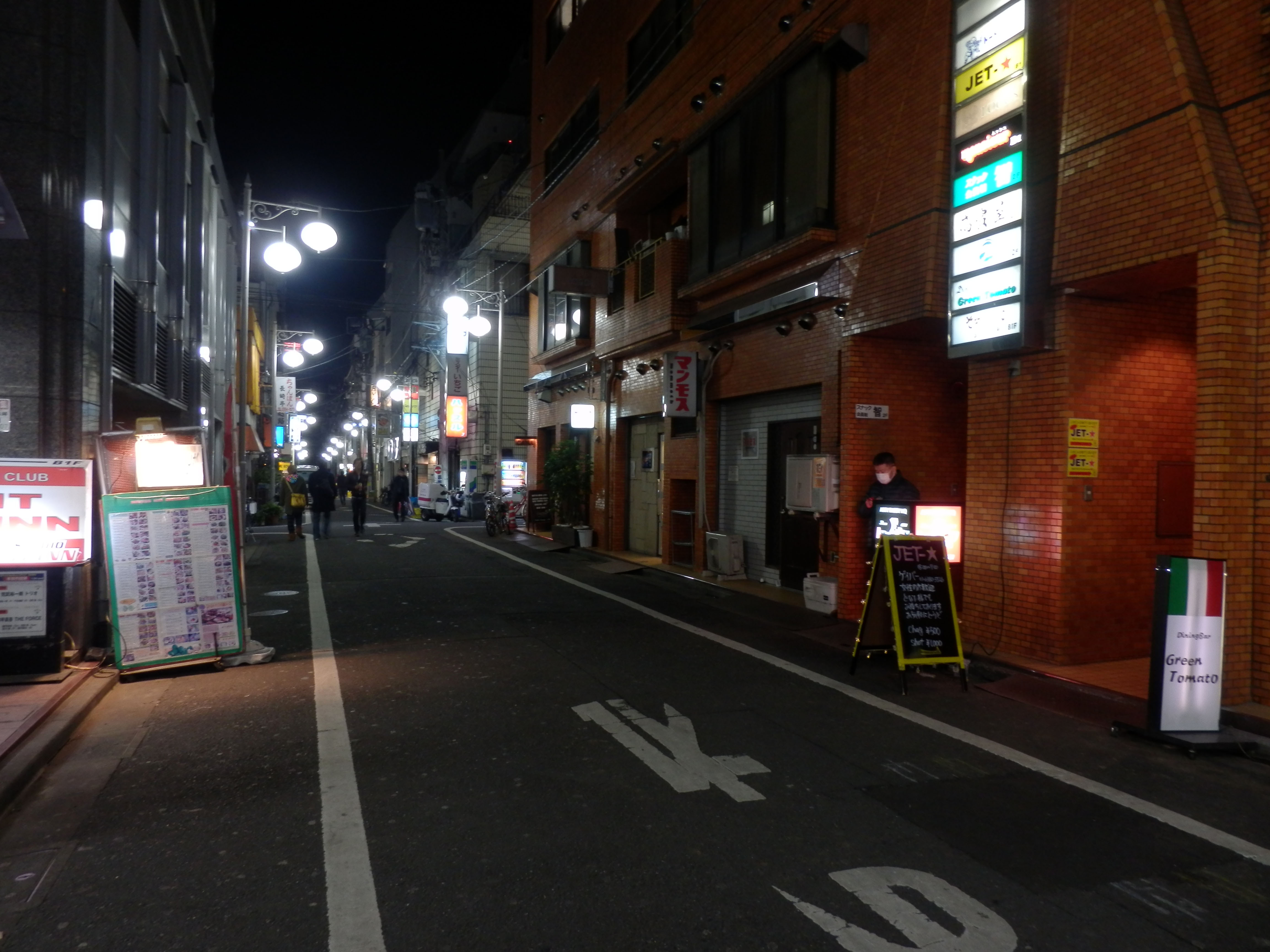
夜の街並み

新宿二丁目（しんじゅくにちょうめ）は、東京都新宿区新宿にある丁目である。マンション、雑居ビル、オフィスビルなどが立ち並ぶ側面と、世界屈指のゲイ・タウン・LGBTタウンとしての側面の両方がある。北側に靖国通り、西側に新宿三丁目駅の東端、南側に新宿御苑、東側に新宿御苑前駅の西端があり、それらに挟まれたほぼ四角い地域で、丁内の中央を花園通りが東西に、仲通りが南北に通り、東側北には成覚寺、同南に太宗寺がある。

## 概観
面積105,238.5 m2。2015年（平成27年）1月1日現在の住民基本台帳人口は1213人（男691、女522）、890世帯となっている。戸建住宅はごくわずかに残るのみとなっているものの、マンションが多く一定の住民がいる。建設後年数が経過した雑居ビルが多く立ち並ぶ界隈となっているが、低層階が店舗やオフィス・上層階が住居という形式のマンションの建設やオフィスビルの新築・建て替えも進んでおり、人口は単身者を中心に微増傾向にある。
ゲイ・タウンとしての通称は二丁目、ニチョなど。新宿区の行政区域では四谷特別出張所所管区域の西地域（新宿一丁目・二丁目・四丁目・五丁目）である。現在の新宿二丁目の区域は1973年（昭和48年）1月1日及び1979年（昭和53年）1月1日の住居表示施行により成立したものであり、それ以前は現在の新宿三丁目の東端の一部や新宿五丁目の南側の一部を含み、現・新宿二丁目の東側の一部を含まない区域であった。以下の記述ではこれを「旧新宿二丁目」とする。

## 地理
北は靖国通り、南は新宿御苑に挟まれた町である。靖国通り沿いと新宿通り沿いはオフィスビルや店舗・マンションなどが立ち並ぶ一般的な街であるが、靖国通りと新宿通りを結ぶ新宿二丁目仲通り（かつては六間通り・広小路とも称した）や、御苑大通り（旧称「栄通り」）から太宗寺方面に伸び仲通りと直交する不動通り、さつき通り、花園通り（柳通りとも称する）周辺に同性愛者向けのバーやクラブなどが集中し、大阪の堂山町、名古屋の池田公園周辺とともにゲイ・タウンとして知られている（後述）。
かつては戦後新宿二丁目において最も早く建てられたビルというホテル「ラシントンパレス」（羅府会館・羅府飯店）が新宿通り沿いにあった。最上階に回転展望レストランを備えるなど特徴ある外観の建物であり、新宿二丁目のランドマークとなっていた。ホテル廃業後は「スカイジム」が入居するなど引き続き新宿二丁目を象徴する建物となっていたが、2004年に土地が売却されビルの解体が決まり、2006年に取り壊された。
江戸時代に宿場（内藤新宿）が置かれたことを起源とし、史跡が存在する。宿場開設以来1958年の売春防止法の完全施行まで一部の区域は色街として栄えた（後述）。現在の区画や道路は概ね戦後1950年（昭和25年）の区画整理により整備され、同年「栄通り」（現在の御苑大通り）が部分開通している。周辺の丁目と同様、南側から北側へ緩やかに低くなっている地形である。

## 歴史

### 江戸時代

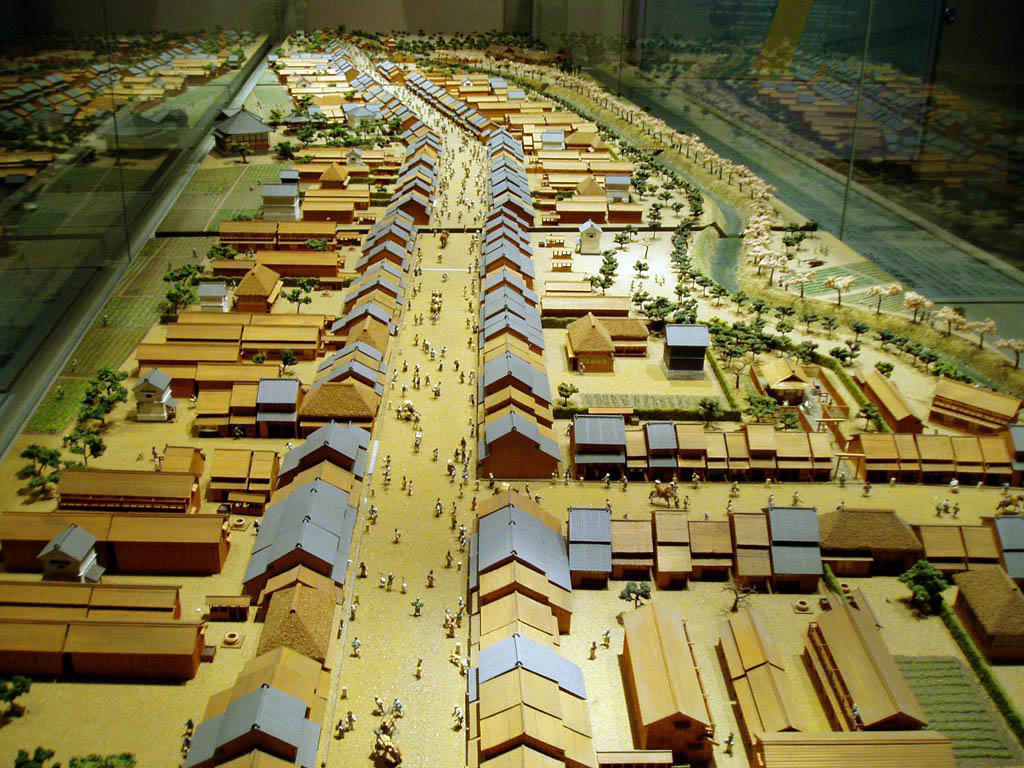
内藤新宿の復元模型。手前の道の分岐が新宿追分。写真奥が四谷大木戸。

江戸幕府開幕により、甲州街道は江戸から甲府までの主要街道として整備されたが、甲州街道第一の宿場は高井戸宿であり、起点の日本橋から4里もあって遠いことから、その間旅人は難儀をしたという。そのうち、現在の新宿二丁目近辺に人家ができ、1625年（寛永2年）には住民の願いにより太宗寺門前の町屋ができ、信濃国高遠藩・内藤家の屋敷跡であったことから、これを内藤新宿と呼ぶようになった。「宿」とはいっても、正規の「宿場」ではなく、甲州街道や成木街道（現・青梅街道）を利用する人馬が休憩所として利用していたので、そのように呼び習わすこととなったという。
現在の「新宿」という地名の元となった内藤新宿は、前述の内藤宿を含む辺り（現在の新宿一丁目、二丁目、三丁目界隈）に、浅草阿部川町の名主高松喜兵衛他5人が幕府に願い出て許可され誕生した。町丁は内藤新宿上町・中町（仲町）・下町に分かれており、現在の新宿二丁目や太宗寺門前近辺は中町（仲町）であった。内藤新宿は風紀上の理由により1718年（享保3年）に一度取り潰しとなったが、55年後の1772年（明和9年）に、五代目名主高松喜六の請願運動により再興した。
内藤新宿は江戸四宿の一つであり、木賃宿や平旅籠が軒を並べて賑わっていたが、飯盛旅籠（飯盛女と呼ばれる遊女を置く旅籠）も多く、明和9年の記録では、幕府は内藤新宿に150人の飯盛女を置くことと、旅籠屋52軒の営業の許可を出している。

### 明治以降
1869年（明治2年）、内藤新宿の上町・仲町・下町をそれぞれ内藤新宿一丁目・二丁目・三丁目とし、また太宗寺周辺の四谷太宗寺門前（永住町）は内藤新宿北町となった。また甲州街道（新宿通り）に面していない北側は二丁目裏・北町裏（北裏町）と称された。町奉行支配地だった北町は明治維新後、郡政局管轄を経て明治5年ころには東京府所轄となり、武家屋敷のあった北裏町は維新後上地となり、勧業寮の囲い込み地となった。
1889年（明治22年）5月1日、町村制施行により、内藤新宿一丁目、内藤新宿二丁目、内藤新宿三丁目、内藤新宿北町、内藤新宿番衆町、内藤新宿北裏町、内藤新宿南町および内藤新宿添地町が合併し、南豊島郡内藤新宿町が発足。東京府南豊島郡内藤新宿町大字内藤新宿二丁目・及び大字内藤新宿二丁目字二丁目裏が後の旧新宿二丁目に当たる。1896年（明治29年）4月1日、南豊島郡と東多摩郡が合併し豊多摩郡となった。1903年（明治36年）12月29日には東京市街鉄道（後の東京市電新宿線）が開通し、「新宿二丁目」電停が開業した。1920年（大正9年）、内藤新宿町は東京市四谷区に編入され、大字内藤新宿二丁目及び大字内藤新宿二丁目字二丁目裏は大字内藤新宿北町・大字内藤新宿北裏町と統合され、「内藤」の冠称を外し、東京市四谷区新宿二丁目となった。ここにおいて初めて「新宿二丁目」という地名が誕生した。
夏目漱石は幼少時、内藤新宿の門前名主塩原昌之助の養子となって内藤新宿北町裏に住み、その後太宗寺南側の内藤新宿仲町（内藤新宿二丁目）の妓楼「伊豆橋」で生活していた。漱石の自伝とされる長編小説『道草』には、子供時代の漱石が太宗寺の銅造地蔵菩薩坐像に登って遊んでいたことを示す描写や、甲州街道（新宿通り）を「馬の通る往来」等と記している部分がある。
内藤新宿は明治維新以後も色街としての性格は変わらなかった。前述の漱石は幼少時に内藤新宿の妓楼で生活しており、また四谷大木戸付近に住んでいた田山花袋は回想集『東京の三十年』の中で、新宿通りを大宗寺の筋向うから入って玉川上水（まだ暗渠化されていない）沿いを歩くと月に何回かある性病検査日に女郎がぞろぞろやって来るのに会った、という描写を残している。1873年（明治6年）に「貸座敷渡世規則」が施行され、遊女屋は娼妓に座敷を貸す形での営業が認められることとなったため、それまでの飯盛旅篭は「貸座敷」と呼ばれるようになり、新宿一丁目辺りから新宿三丁目の追分交差点付近まで、53軒の貸座敷が軒を連ねていた。1921年（大正10年）頃までは「張り見世」といい、娼妓が遊客の「お見立て」を待っていたというが、これは後に警視庁に禁止され、代わりに写真を置くようになった（写真見世）。
1918年（大正7年）、警視庁の命令により、貸座敷は旧新宿二丁目の北西部の一角に移転することとなる。元来この場所には牧場があったため「牛屋ヶ原」と呼ばれていた。この牧場は芥川龍之介の実父新原敏三が1888年（明治21年）から1913年（大正2年）まで経営していたところである。
この新宿牧場は、渋沢栄一や益田孝らが箱根仙石原で明治13年に始めた牧畜搾乳業「耕牧舎」が、内藤新宿2丁目にあった有馬兵庫頭と伊沢美作守の屋敷跡の土地約7500坪の払い下げを1887年（明治20年）に受け、その一部（成覚寺西側一帯）を東京支店の牧場としたものだった。芥川龍之介の実父・新原敏三はその支配人を務めていたが、明治38年に耕牧舎本店が廃業したのを機に新宿牧場を譲り受けて経営していた。龍之介も一高時代の一時期、牧場の一角にあった新原邸に住んでいた。牧場は大正7年に売却され、跡地に新宿通り一帯にあった遊郭が集められた。

### 遊廓移転 - 売春防止法施行
移転作業は1921年（大正10年）頃に一旦完了するが、同年3月に新宿三丁目を火元とする新宿大火により太宗寺の手前まで延焼し、移転した遊廓は火事で焼失してしまう。これにより道路拡張や仲通りの建設など都市整備が計画され、遊廓は1923年（大正12年）に再建され、「新宿遊廓」と呼ばれるようになった。
1923年（大正12年）の関東大震災により、吉原や洲崎等の遊廓はほとんど焼けてしまい、被害を受けなかった新宿遊廓は全盛期を迎える。東京の人口が西に拡大したことによる新宿駅近辺の繁栄、折からの近代化によるサラリーマン層の増加とあいまって、新宿遊廓はインテリ層やサラリーマンを対象とした「モダン遊廓」として大いに受けた。この頃「二丁目」といえば新宿遊廓を指したのである。
しかし新宿遊廓は、1945年（昭和20年）戦災により焼失してしまった。終戦後の1946年（昭和21年）、GHQによる公娼廃止指令により公娼制度が廃止された。しかし、いわゆる赤線地帯として生き残り、風俗営業法の許可を受け、特殊飲食店（カフェー）として売春業は存続することとなった。
赤線地帯は道路整備等の関係で「新宿遊廓」時代の範囲より狭くなり、現在の新宿二丁目北西部の約100メートル四方の場所に所在し、約100軒のカフェーが営業していた（その南側には風俗営業法の許可を受けていないモグリの店もあり、これは青線と呼ばれた）。客層はサラリーマンや学生等が多かったという。この時代の二丁目は、吉行淳之介の「驟雨」や五木寛之の「青春の門」など小説の舞台になっている。
昭和22年に、現在の2丁目の西側の通りと新宿通り沿いに都電が開通し、昭和27年（1952年）には太宗寺とその周辺で本格的な区画整理が行われた。
1958年（昭和33年）、売春防止法の完全施行（1957年は部分施行）により、「赤線（旧遊廓）の街」としての旧新宿二丁目は幕を閉じることとなり、1960年代後半〜1980年代前半には旅館や飲食店、ヌードスタジオ、トルコ風呂（ソープランド。現在も数軒営業中）などが点在する地域になった。その後旅館のほとんどはビジネスホテルなどにその姿を変え、旧新宿二丁目西端（現新宿三丁目東端）エリアは「要町」と呼ばれる、「要通り」や「末広通り」などを有する都内屈指の飲み屋街となった。1973年（昭和48年）1月1日に住居表示施行により御苑大通りを新たな丁目の境界とし、「要町」エリアは新宿三丁目に編入される一方、新宿一丁目の西側の一部が新宿二丁目となった。1978年（昭和48年）1月1日に靖国通り北側のエリアが番衆町と合わせて新宿五丁目となり、現在の新宿二丁目の範囲が成立した。

### 1960年代以降
現在の二丁目は世界屈指のゲイタウン（後述）へと変貌を遂げた。作家の伏見憲明によると、ハッテン場が界隈に多く、1960年代にゲイバーが集まりだしたのがきっかけとされる。なぜハッテン場が増えたのかは「よくわからない」としている。
2008年には東京メトロ副都心線の新宿三丁目駅が開通し、周辺はミニバブルが起きた。一般向けの飲食店も増え、商業・オフィスエリアとしても注目を集めている。
2019年10月1日、東京都は新宿二丁目を含む新宿の繁華街に暴力団排除特別強化地域を設定。
暴力団と風俗営業、飲食店等との間で、みかじめ料のやりとりや便宜供与などが禁止された。違反者は支払った側であっても懲役1年以下または罰金50万円以下の罰則が科される。

## 史跡

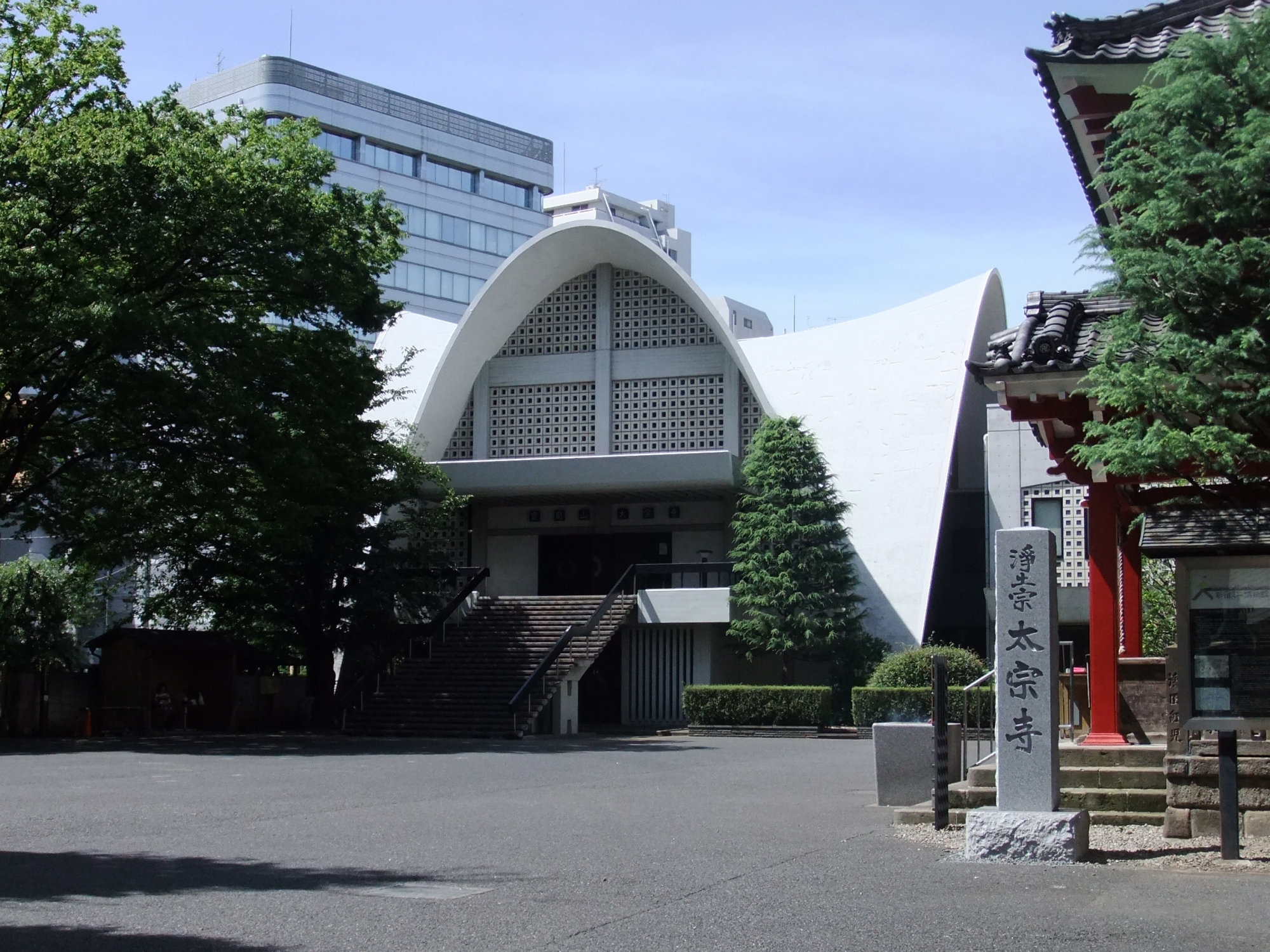
太宗寺

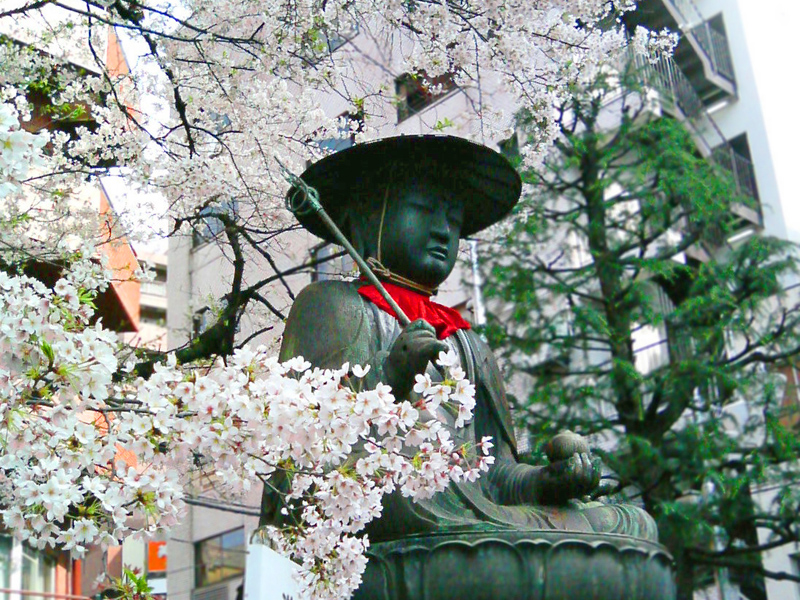
地蔵菩薩

現在でも、宿場時代や遊廓時代の史跡を見ることができる。遊廓時代からある店舗建物は既に無いが、遊廓時代からあったという細い路地が残る。赤線時代の店舗建物も1990年代までに相当数が解体・改築され、その後も相次いで撤去されたり建て替えられたりしているものの、なお数棟が残っており、赤線時代の面影を窺わせる。
- 太宗寺（9番2号）
信州高遠藩内藤家ゆかりの寺。鉄筋コンクリート建ての独特の外観を持つ本堂がある。境内には閻魔大王像や、「しょうづかのばあさん」と呼ばれ妓楼の商売神として信仰された奪衣婆像、「江戸六地蔵」の3番目として作られた銅造地蔵菩薩坐像がある。閻魔堂は戦火を免れ、妓楼の屋号が多数刻まれている玉垣も残っている。かつては現在より広い敷地を有したが、戦後の区画整理に伴い縮小、墓地などが移された。また境内北側は昭和25年（1950年）3月、都市計画公園として新宿区に移管され、新宿区立新宿公園となっている。
- 成覚寺（15番18号）
内藤新宿の遊女の投げ込み寺であった。境内にある「子供合埋碑」（遊女の共葬墓地）、心中した遊女と客や宿場内で不慮の死を遂げた者を供養する「旭地蔵」にその当時の面影を窺うことができる。江戸時代中期の戯作者・浮世絵師恋川春町の墓があり、新宿区指定史跡となっている。
- 正受院（15番20号）
1849年（嘉永2年）頃、江戸庶民の間で「綿のおばば」として流行した奪衣婆像がある。咳止めに霊験があるとされた。
- 三社稲荷神社（16番2号）
新宿遊廓が移転した1921年（大正10年）頃、大変火事が多かったため稲荷神を祀るようになったといわれる。赤線時代に神社として祠が建てられ、玉垣下の道路に面した敷石に建築費奉納者として「はるな」「銀河」「やよい」「寶泉」「ヱクボ」等「新宿カフェー協同組合」（新宿カフェー喫茶協同組合）加盟100店舗以上のカフェーの屋号が赤字で刻まれていた。売春防止法施行後はこれらのカフェーは廃業（後述）して二丁目を去り、新宿カフェー協同組合も解散。花園神社の末社として神社だけが残っていたが、2005年（平成17年）1月に花園神社の境内摂社威徳稲荷神社（1928年（昭和3年）創祀。陽物を祀っている稲荷社として一部に知られる）に合祀された。旧祠は取り壊され、跡地は隣接していたコインパーキング「リパーク」の敷地と合わせ、2008年（平成20年）2月に新たにコインパーキングを併設した雑居ビルが建てられた。ゲイバーなどが入居している。

## 諸施設
域内に公立学校は無く、全域が新宿区立花園小学校（新宿1丁目22番1号）・新宿区立四谷中学校（四谷1丁目12番）の学区となっている。警察は四谷警察署の管轄区域であり、二丁目内唯一の官公庁として四谷警察署御苑大通交番（19番9号先。新宿5丁目東交差点）がある。町内会・自治協力団体は四谷地区町会連合会所属の新宿二丁目町会であり、新宿二丁目町会会館・事務所（新二会館）（10番10号） がある。
- 新宿区立新宿公園（9番） - 元は太宗寺の境内の一部で水が湧いており、池があった。戦後の区画整理により太宗寺の境内が縮小された際、池が埋め立てられ、1950年3月、都市計画公園として区に移管された。施設の老朽化や植物が生い茂るなどして景観が悪くなり、風紀上の問題や地域の安全にかかわる事件などもあったため、2014年に閉鎖。同年改修工事が行われ、公衆トイレやベンチを更新、遊具も設置された。2015年に再開園している。かつては24時間全く出入り自由の公園であったが、善良なる風紀の維持と良好な生活環境の保全、また治安上の観点から、再開園に合わせて周囲に柵と出入口が造られ、以後公園は夜間閉鎖されるようになっている。公園になった後も池跡から水が湧き出ており、水景施設が造られている。公園の片隅に「四谷区区政功労者諸霊之碑」がある。「新宿二丁目公園」と呼ばれている例があるが誤り。
- 新宿二郵便局（11番2号）- 日本郵便CM「郵便局の年賀状印刷」『わがままな人』篇（2014年11月放送、マツコ・デラックス出演）ロケ地。

## 交通
最寄駅は新宿三丁目駅（都営地下鉄新宿線、東京メトロ丸ノ内線、東京メトロ副都心線。C7・C8（BYGS（ビッグス）新宿ビル内）出口）、または新宿一丁目の東京メトロ丸ノ内線新宿御苑前駅。バスは都営バス（品97系統）「新宿三丁目」バス停13番乗り場（品川車庫前行き、休日のみ）（11番7号先）、新宿WE（ウィー）バスB系統（新宿御苑ルート循環）「新宿二丁目仲通り」バス停（3番先）がある。 都営バス新宿二丁目バス停は二丁目ではなく一丁目の新宿御苑前駅前にある。新宿二丁目に最初に開業した公共交通機関は東京市街鉄道（「新宿二丁目」電停）である。後に東京市電（都電）新宿線（11・12・13系統）となったが、1970年（昭和45年）3月27日に廃止となっている。

## LGBTタウン、ゲイ・タウン

### 概要
新宿二丁目はゲイ・タウンとしても知られている。新宿通りから靖国通りに抜ける、およそ240m弱の「仲通り（なかどおり）」がメインストリートである。この通りを中心にゲイバーなどが約450店 ほど軒を連ね、ゲイグッズを扱うショップ、同性同士で利用可能なホテルなどが集まっている（詳細は後述）。ただ実際は、新宿3丁目や5丁目などその周辺にもゲイバーなどのゲイスポットが点在しており、ゲイタウンの範囲は「二丁目を中心としたエリア」ということになる。また二丁目から離れた歌舞伎町、西新宿（新宿駅西口）、北新宿/大久保、代々木（新宿駅南口）エリアなど比較的広範囲にゲイスポットがある（後述、詳細）。
2008年の東京メトロ副都心線の新宿三丁目駅開設をきっかけに、二丁目エリアが商業・オフィスエリアとして脚光を浴び、ゲイタウンの存続を危ぶむ声も上がり始めている（後述）。またストレートや異性愛女性の客が増え、二丁目が観光地化した傾向もある。

### 歓楽街としての特徴
男性同性愛者は、ゲイ（ホモセクシャル）、おかま（心が女性的。心の女性度が極度に強いとトランスジェンダーに近くなる）、女装家（女装トランスジェンダー、女装はするが身体は男性のままでいたい人）と実際はタイプが分かれており、二丁目において数の上で主流はゲイである。ニューハーフ（MtF）は今は女性とされ男性同性愛に含まない。メディアでよく取り上げられる女装やニューハーフ系の店はとても少なく、女装者コミュニティは新宿二丁目とは別に存在する。
新宿歌舞伎町は、かつての東京都知事・石原慎太郎の風俗取り締まりで活気を失った時期があったが、新宿二丁目は活気を維持している。また同性愛者の歓楽街であることから、異性愛女性にとっても安心して遊べる場所でもある。しかしゲイ男性からは異性愛女性客は必ずしも大歓迎されているわけではない、という意見もある。彼女たちは「“女”であることを意識せずにすみ、気が楽」という一方で、ゲイとの間にロマンスが起きることを密かに期待していたり、ゲイを性欲の対象として見るなどの下心を持つ女性もいる。だが、ゲイは飽くまで男性が好きなのであって、異性愛女性に下心を持たれるのは迷惑でもあるのだ。ゲイバーに来る異性愛者に対しては「女連れサラリーマンがキャバクラ感覚で騒いだり、馴れ馴れしく絡んできてウザい」「男にまともに相手にされなさそうなイタい女が、泥酔して我がもの顔でのさばっていてムカつく」といった反感も持つ同性愛者も少なくない。
二丁目の各店舗間では、普段はお互いに友好的ではない面があるが、質の悪い客が悪さをするや連絡網で一帯に伝わり、協力体制を敷いて皆で駆逐する侠気の伝統があり、「二丁目を守る」事に於いては皆で団結を惜しまない。しかし昭和から平成に変わった頃を境に、店主（ママ・マスター）の世代交代が徐々に進み、若年層の店主が増え始めた。
街を守る意識はどの店にも共通しており、国内外の著名人も多数お忍びで訪れるが、それらの情報は秘匿にするマナーも有する街である。各店舗・テナントは又貸し以上が多く、敷金礼金が不要なケースが多いがその代わり家賃そのものが高いシステムが多い。2000年（平成12年）から、渋谷のパレードの協賛行事として新宿二丁目振興会を中心に企画された、ゲイ・レズビアンのためのイベント「レインボー祭」が毎年開催されている。

### ゲイ・タウンの歴史

#### ゲイ・タウンの始まり
戦後初期の東京では新宿は未開の地であり、ゲイバーの多くは上野、浅草、新橋エリアを筆頭に各繁華街に数軒ずつが点在していた程度といわれ、現在のような巨大なゲイ・タウンはどの町にも見られなかった。また「同性愛と同性心中の研究」（1985年.小峰研究所.小峰茂之・南孝夫共著）によると戦前の一時期に「上野公園」に男娼がたむろしていたことが知られており、戦後直後から高度経済成長期にかけては、二丁目より上野の方が男娼や同性愛者の街として風俗雑誌などに取り上げられていた。
ゲイ・タウンとしての新宿二丁目の歴史は1960年代半ばから始まると言われる。当時はゲイに対するタブー視も強くはっきりとした資料は存在しないが、1958年（昭和33年）の売春防止法完全施行で、空家となった元赤線の店などを利用してゲイバーが営業を始めた。

#### 戦後初のゲイバー「やなぎ」
戦後初のゲイバーは1945年（昭和20年）、新橋の烏森神社参道に開店した島田正雄（通称：お島さん）が経営する「やなぎ」といわれ、比較的女装バーの色合いが強い店であった。美輪明宏は戦後初期の状況について「そのころゲイバー（という言葉さえなかった）と言えば、『ブランスヰック』、神田（の前は日本橋）『シレー』、上野『市蝶』、新宿『夜曲』くらいのもので、その後に新宿に『イプセン』（1951年）がやっとできた時代だった」といっている。

#### 新宿初のゲイバー「夜曲」、二丁目初「イプセン」
新宿初のゲイバーは、美輪明宏（丸山明宏）によると、新宿角筈の「夜曲」（角筈1丁目,二幸《現アルタ》裏） であり、二丁目初は1951年（昭和26年）、要町界隈（現三丁目）にできた「イプセン」 といわれる。イプセンは当初は喫茶店であったが、口コミでゲイバー化していき、1953年（昭和28年）に夕刊紙で「男色居酒屋」として取り上げられてから知る人が増えた。1954年には、前田光安が銀座に開いていた「蘭屋」 が新宿御苑近くの新宿二丁目千鳥街に引っ越し、翌1955年には要町界隈に2度目の引っ越しをする。要町の辺りはこの2店のほか「ラ・カーヴ」、「ロートレック」、外国人客が多かった「SHIRE（シレ）」 などのゲイバーとともに新宿ゲイ・タウンの礎となる街を形成する。ちなみに夜曲では1962年（昭和37年）9月6日に経営者が店のボーイに殺される「新宿ゲイ・バー殺人事件」が起きて新聞でも大きく報じられ、大新聞がゲイという人たちがいることを最初に知らせた事件と言われた。
また1950年代は、歌舞伎町（現歌舞伎町一丁目）の「花園街」界隈、新宿御苑にごく近い「千鳥街」（現二丁目1-5番地辺り）も、一般の飲み屋に混ざってゲイバーがいくらか集まる飲み屋街を形成していた。千鳥街は所在地は二丁目だったものの、現在の二丁目ゲイタウンから外れた南西に位置し、新宿通りと新宿御苑の間の御苑大通りになった場所にあった（ラシントンパレス《スカイジム》の近く）。そこは蘭屋の最初の移転先であり、「バル」、「ビザン」など他の店や、要町界隈とともに新宿ゲイタウンの中核となっていった。千鳥街には更に「ジミー」「ジュリアン」「黒い瞳」などの女装バーができ、歌舞伎町には「ユーカリ」（歌舞伎町）、「アドニス」（現・歌舞伎町区役所通り）、「明治」などがあった。
このように新宿に初期にゲイバーが集まった場所は、旧二丁目西端（現三丁目東端）の「要町」界隈、歌舞伎町の「花園街」界隈（三光町、区役所通りなど含む）、御苑近くの「千鳥街」だった。この頃のゲイバーの分類は現在と幾分異なっており、女装バーの占める割合が高かったとされる。男性同士が出会いを求めて集うバーは後年になって急激に増えたが、お客がボーイを指名して売春行為が可能であったり、店内でお客同士による性行為が出来るなど、いわば性に直結したスタイルの営業もしている店が多かったといわれる。一方で戦後初期は、やなぎ、ブランスウィック、夜曲、イプセン、蘭屋などがあった中で、多くの店は男装時代の丸山明宏に代表される非女装の中性的な美少年を雇ったという。
1945年から1964年頃はゲイバーのマスターも客も、そこがそういう場所であることは暗黙に了解し合っていても、自分が同性愛者であると敢えて名乗らなかったという。客が店を出る時もボーイが先に表に出て、人がいないかを確認して出ていたりした。ちなみに今の二丁目で現在も続くクラブでは1966年開店の「NEW SAZAE」が最も古いといわれる。

#### 売春防止法以降： 要町・千鳥街から現二丁目へ
1958年（昭和33年）売春防止法の完全施行で赤線が廃止されるが、空き家となった現在の二丁目の地所を買い取り、積極的に進出を行ったのが前述の蘭屋を経営する前田である。前田は不動通り近辺を中心に不動産を買い、そこに進出を図る。このとき沖縄出身の前田が一族を呼び寄せ、沖縄・奄美料理を中心とした飲食業を展開したことが二丁目に多く存在する沖縄・奄美料理店の所以であるといわれる。以後、不動通りの北側エリア（靖国通り側）にもゲイバー出店が相次ぐ。少し後れ、千鳥街も区画整理で立退きを迫られ、現在の仲通りに面した雑居ビル「新千鳥街」に1960年代後半頃に移転する。このように現在のエリアの新宿二丁目ゲイ・タウンが産声を上げたのは、1960年代半ば以降であるとされる。

#### 1970年代 - 1980年代： ゲイ雑誌と二丁目
1971年（昭和46年）にゲイ雑誌としては日本で7番目以降（商業ゲイ雑誌としては初）の「薔薇族」創刊後、「アドン」（廃刊）、「さぶ」（廃刊）、「The Gay」（廃刊）、「SAMSON（サムソン）」等が続いたが、いずれの雑誌にも多かれ少なかれゲイバーの広告が掲載されていた。1980年代頃からは、雑誌ページの三分の一程度が広告ページになり、ゲイバー・風俗店・ビデオメーカーの広告で埋め尽くされていた。その為、雑誌の本編の内容が広告主であるゲイバーや風俗店に「行きましょう」と促すものが増え、差し詰め「広告クライアントの啓蒙雑誌」の様相を呈し始めた。この頃からゲイの間で「二丁目」「二チョ」といえば、ゲイ・タウンとしての新宿二丁目を指すようになった。また、一部の芸能人が飲みに訪れることから、一般の週刊誌等にも多く取り上げられるようになった。
バブルに向かっていた1980年代でも、二丁目は表面的には暗い街で、堂々と歩けるような雰囲気はなく、店の中は込んでいても路上にゲイがたむろしていることはほとんどなかった。この頃、「ヌードスタジオ」という当時特有の風俗店も何軒かあり、ゲイ向けの「男性ヌードショー」も開かれていた。

#### 1970年代 - 1980年代中頃： ゲイディスコ
1966年にはクラブ「NEW SAZAE」は既に開店しているが、当初からディスコスペースがあったのかは未検証である。同店には後にゲイ・ディスコのミュージシャンや、「クイーン」のフレディ・マーキュリーも来店した。また、70年代後半にはドナ・サマー、ヴィレッジ・ピープル、シルベスター、グロリア・ゲイナーらが、ゲイの間で人気だった。
1976年、新宿五丁目の靖国通り沿いの瀟洒な白いビル、Qフラットに美輪明宏が「クラブ巴里」を出店（厳密にはゲイバーではない）、同年5月には同じビルに薔薇族（後述）編集長による「談話室 祭」が開店した。
このQフラットビル地下には「ブラックボックス」という当時としては最も進んだ異色のゲイディスコがあり、ゲイや外国人モデル、パンク風スタイルの若者らが集まった。通常のディスコと異なり入場料は男性のほうが安かった。この頃「ツバキハウス」（伊勢丹裏,ノンケ中心）も人気で、常連は2つの店を往き来した。また二丁目には「MAKO」や「ブギーボーイ」、雑誌などでよく取り上げられていた「フルハウス」もあった。「MAKO」(現BYGSビル東向かい)は1970年代後半頃にできた小さいビルの3階にあった店で、入って左がレジとカウンター右がフロアーで、その境は高さの異なる円柱で仕切られ、奥にソファーがありフロアの壁面には鏡が貼られていた。若いゲイがこれほど多く集まった店は当時はなく、満員電車並に混み合い店内に入れない客は階段や路上に溢れだした。また世界的ゲイマップマガジン「スパルタクス」に先に触れた「SHIRE」、「リージェント」（現東京三協信用金庫）などと共に載っていたこともあり、外国人客も多かった。「MAKO」は1980年に隣のビルに移って「MAKO2」となり、元の場所はゲイバーになったが、移転先の「MAKO2」は盛況だったものの1985年5月、突然閉店した。二丁目のゲイディスコの運命は、皮肉なことに異性愛女性客が増えると客のメインとなるゲイの男性客が離れ、必ず潰れていった。
その頃の新宿二丁目のゲイディスコを知る手がかりとして、比留間久夫が1984年頃に書き始めた小説「YES・YES・YES〜夜の街をさまよう少年たちの甘く、残酷な、愛の冒険〜」には、「文化祭の模擬店のようなチャチな照明と安っぽい装飾でこしらえられた店で…平日の夜中だというのにたくさんの若い男の子がいた…ここは発展場というところなんだろう」と記されている。
また1985年に売専バー“K”で働いていたストレートの男性は「二丁目の“S”という老舗ゲイディスコは…調度品といえば天井に小さいミラーボールがついているくらいなのだが、何といってもそこにいる人が凄かった。インディアンみたいな小太りのおっさんが踊り狂ってるわ、トシちゃんみたいな美少年が踊り狂ってるわ、キリストみたいな外人がボーっとしてるわ、ミック・ジャガーに似た歯の抜けた店員らしき男がハイキックバリバリで踊り狂ってるわ、背の高いマッチョの店員が踊り狂ってるわ、外人のモデルっぽい男女がチチクリ合ってるわ、サラリーマンみたいのが寝てるわ、僕は酔っ払ってビックリしてるわ、で正しくタイやヒラメがヒラヒラしているような感じだった。ちょっとカッコよくいうと“S”は混沌としていた」といっている。

#### バブル期以降(1)： ゲイブーム
1988年、フジテレビ系「笑っていいとも」で始まり、その後一年続いた人気コーナー、「Mr.レディー & Mr.タモキンの輪」 が火を点けたニューハーフブームや天才・たけしの元気が出るテレビ!!での日出郎らメディアゲイ露出頻度の上昇がまず起こり、1990年頃からはTV、音楽、小説等の各メディアで「ゲイブーム」が起きた。比留間久夫の新宿2丁目を舞台にした小説『YES・YES・YES』（1989年）が文芸賞を受賞した。
それに続き文藝春秋の雑誌「クレア」が、1991年2月号で「ゲイ・ルネッサンス'91」というゲイの大特集を組んだのを筆頭に、SPA!「ゲイの聖地・新宿2丁目ヌーベルバーグ体験ルポ」（91年4月24日号）、DIME「仕事ができる女はゲイが好き」（91年5月16日号）、朝日ジャーナル「ゲイに恋する女たち」（91年7月12日号）など多くの雑誌がそれに続いた。
その他の文学や映画、ドラマでもゲイに関する作品は多く登場し、その中でもゴールデンタイムの全国放送で、主役にゲイを登場させ、大胆な同性愛シーンで衝撃を与えた日本テレビ系『同窓会』（1993年）は、放送時間帯には新宿二丁目の人影がまばらになったといわれた。また「同窓会」に出てくるゲイバー「スプラッシュ」の店名はニューヨークに実在したゲイバーから取られ、セットは二丁目に実在した「ZIP」（現ANNEX）がモデルだった。
1994年にはニューミュージックの歌手が、バディの創刊号（1994年）を脇に抱え、仲通り交差点の「薔薇の文庫センター」「ベルジュルネ」（後に「レインボーワールド」に統合,現在閉店）の前で写真に収まったことは有名。

#### バブル期以降(2)： ゲイナイト
また既述のようなゲイディスコはそれまでもあったが、1989年に日本初の一般向けクラブでの「ゲイ・ナイト」が開かれた。ニューヨークのクラブカルチャーを吸収して持ち込んだもので、1989年の5月13日に花園神社裏の「ミロス・ガレージ」（現『クラブワイヤー』）で記念すべき第一回目が行われ、以後は毎週土曜日に開催された。1991年には1000人規模の大箱、芝浦「GOLD」でゲイナイトが始まり、二丁目から芝浦直行のバスが出るほどだった。GOLDではドラァグクイーンやGOGO BOYのショーも始まった。
GOLDの他にも西麻布「イエロー」、芝浦「オー・バー」、スポーツジム系野郎ノリを生み出した日比谷「ラジオシティ」、歌舞伎町「CODE」や「LIQUIDROOM」など二丁目界隈を超えて広がりをみせた。二丁目にも伝説的なゲイナイト向け常設クラブ「Delight」が94年にオープンし（1997年閉店）、Arty Farty、ZIPなど、その他のゲイバーでもゲイナイトは頻繁に開かれるようになった。ゲイナイトはそれまで比較的少人数だったゲイの集まりを、一気に数百〜千人単位の規模に押し上げた。

#### 1990年代：室内の出会いの場の隆盛
戦後直後から1960年代頃までの東京では、出会いの場といえば野外や映画館の暗がりが中心で、「男娼の森」といわれた上野公園や、日比谷公園、日活名画座（現在、新宿丸井）、信濃町駅最寄りの権田原などが有名だった。1950年代は東京は出会いの旅館の黎明期で、1970年代にかけてその数を増やしたとされ、新宿は歌舞伎町に大番（旧コマ劇の北側）ができたが、旅館の多くは大久保に集中していた。その中には新宿ビジネスイン、新宿ビジネスクラブ、旅荘法師、新大久保のホテル・キャンパスがあり、四谷にも料亭を改造した「たま井」が遅くとも60年代には開店していた。
古めかしい旅館や大型施設を経て、1980年代はクルージングスペースができ始める。だが当時の二丁目はゲイバーやディスコが中心で、クルージングスペースといえば仲通りと新宿通り交差点の「スカイジム」（ラシントンパレスに1981年開店）があったくらいで、少し離れた歌舞伎町「ダムアダム（damAdam）」（新宿区役所から路地一つ挟んだ北）、新宿三丁目「かぶきサウナ」、四谷三丁目「バスストップ」（旧春樹）を含めても多くはなかった。ラシントンパレスがホテルだった頃、そこにロラン・バルトやミシェル・フーコーが定宿して二丁目のゲイバーに繰り出していたというエピソードがある。
バブルの1990年前後頃から雑居ビルやマンションの一室に開いたビデオボックス（ビデボー）や簡易クルージングスペースなど、新しいスタイルの店が激増する。客層が比較的若いのが特徴で、二丁目では「AmsTrip」（90年頃開店、着衣系）、「バナナプラント」（脱衣系）、「ブラックボックス」（着衣系）、「バックドロップ」（着衣系）、「パラゴン」(93年6月開店、脱衣系)、テレビ電話を導入した「DuO（デュゥオ）」（新宿一丁目、94年頃開店、着衣系）などができた。また始まった年は未検証だが、歌舞伎町などの映画館では映画上映とは別にゲイ向けヌードショーが開かれていた。その後も類似の店は出来ては消え、大久保、代々木、渋谷など周辺地域に店舗を構える業者もあったが、1996年頃から「AmsTrip」、「バナナプラント」、「ブラックボックス」等二丁目の店舗は相次いで閉店。「パラゴン」は2003年1月に閉店し、建物が取り壊され有料駐車場になっている。「スカイジム」もラシントンパレス解体に伴い2004年に閉店している。一方2003年2月には太宗寺の墓地跡地に24会館新宿が開業しているほか、「バックドロップ」等存続している店舗もある。
また1970年代くらいまでの二丁目はバースタイルの店が主流だったが、1980年代初頭頃からプレジデント（1990年閉店）、センチュリーやハピネス、マリンボーイ など、個室型の店が増えていった。

#### 百合の小道（レスビアンバー）
女性同性愛者が集まる「百合の小道」」又はL字カーブを描いていることから「L通り」（Lロード）と呼ばれる一角がある。靖国通り側から仲通りを入り左側にあるごく狭い路地で、太宗寺の北側（現在の新宿区立新宿公園）にあった池を源流とする小河川（正式名称なし）の暗渠である。暗渠自体は靖国通りを越え新宿5丁目方面に向かい、蟹川の暗渠と合流。蟹川の暗渠は大久保・早稲田鶴巻町などを経て神田川江戸川橋まで続いている。新宿5丁目付近の旧町名「番衆町」からかつては「番衆町川」とも通称された。仲通り側からL字カーブを進むと、仲通りの新千鳥街前向かいから成覚寺・正受院墓地方面に進み、東京電力東京支店脇、新宿区立新宿公園前に抜ける通称「レインボー通り」（「墓場通り」（墓場裏通り）とも称する。この通りも一部暗渠）と合流する。「百合の小道」（L通り）にはかつてレズビアンバーは数軒程度しかなかったが、比較的近年からはこの通りを中心に30軒程度あると言われている。

##### レスビアンバーの歴史
1963年8月1日号の『週刊現代』「東京同性愛地帯のインテリ女性たち」や、1966年11月23日号の『週刊漫画サンデー』「深く、静かに流行する"レスビアン"」、1967年9月25日号『平凡パンチ』「レズビアン・バーに潜入」などにはビアンバーについての記述がある。

#### インターネット時代へ
現在では、ゲイバーなど約450店を始め、ゲイを対象としたショップなどが立ち並んでいる。ゲイ・イエローページ「Gclick」（2013年1月）によると、2丁目エリアにあるゲイバーは274、ゲイ系店舗トータルでは402店となっている（一覧。西新宿・歌舞伎町・代々木・北新宿/大久保含めず）。そのほか非店舗系のゲイ企業とビアンバーがある。ちなみに西新宿はゲイ系店舗が18、歌舞伎町は14、北新宿・大久保は13、代々木（新宿駅南口）は9店立地している（内訳）。ゲイバーの多くは入り口のドアに「会員制」等のプレートを貼り女性客の入店を断っているが、ストレート（異性愛者）の男女客も入店可能な「観光バー」と呼ばれる店などもある。
一方、異性愛者向けの店舗やオフィス、そして異性愛女性の客が増え、ゲイタウンとしての特色は薄れてきている。その背景には、ノンケ客や異性愛女性客が増えたことによる二丁目の観光地化を嫌い、ゲイが二丁目を離れ二丁目以外に出向くようになったことがある。その他、折からの不況などにより、わざわざ二丁目に出向く必要性が薄れてきたことなどがあると考えられる。

### 2000年以降
2008年に地下鉄副都心線の新宿三丁目駅が開設したことで、二丁目界隈が商業・オフィスエリアとして注目を浴び始めた。その結果ミニバブルが発生して地価は上昇し、ゲイ・レズビアンバーの入る不動産賃料も上がっている。高層オフィスや異性愛者向けの店舗も激増しており、リーマン・ショック以降の不況や二丁目に来る同性愛者が減っていることも相まって、資本力が小さなゲイ・レズビアンバーには、経営不振から閉店する店が続出している。経営が苦しくなったゲイバーや客が減ったゲイクラブ・イベントは、異性愛者にも店を開放して難を凌ごうとする。だが、そのことでクローゼットの同性愛者は益々店に行きにくくなり、同性愛者の街の特色をも薄れてしまうスパイラルに陥っている。異性愛女性の客が増えることは結果として、二丁目しか出会いの場がない性的少数者から貴重な居場所や権利を奪うことにもなっていて、ゲイ男性が異性愛女性から性的に言い寄られるケースも招いている。なお、オーストラリアではゲイバーへの女性客の入店を合法的に制限することが認められた。理由は女性客がゲイ男性をヘテロにしようとセクハラし、不安におとしいれるからというものだった。
薔薇族2代目編集長の竜超は「消える新宿二丁目-異端文化の花園の命脈を断つのは誰だ?」（彩流社）で、「ゲイの街二丁目は、今や風前の灯」にあるとして、その危機を追っている。ちなみに、ゲイタウンの衰退は世界的な傾向にあり、ロンドンのゲイタウンも2丁目と同じ問題に直面している（「衰退するロンドンのゲイバー 寛容さ増す社会、不動産高騰も逆風に」（AFP））。